# Pavonia cabraliana
Pavonia cabraliana är en malvaväxtart som beskrevs av Antonio Krapovickas. Pavonia cabraliana ingår i släktet påfågelsmalvor, och familjen malvaväxter. Inga underarter finns listade i Catalogue of Life.